# Port-sur-Seille
Port-sur-Seille é uma comuna francesa na região administrativa de Grande Leste, no departamento de Meurthe-et-Moselle. Estende-se por uma área de 6,37 km². Em 2010 a comuna tinha 237 habitantes (densidade: 37,2 hab./km²).